# Дю Плесси де Ришельё, Альфонс Луи
Альфонс Луи дю Плесси де Ришельё (итал. Alphonse-Louis du Plessis de Richelieu; 1582, Париж, королевство Франция — 24 марта 1653, Лион, королевство Франция) — французский кардинал, картезианец. Брат кардинала Ришельё. Архиепископ Экс-ан-Прованса с 27 апреля 1626 по 27 ноября 1628. Архиепископ Лиона с 27 ноября 1628 по 24 марта 1653. Великий раздатчик милостыни Франции с 1632 по 24 марта 1653. Кардинал-священник с 19 ноября 1629, титулом церкви Сантиссима-Тринита-аль-Монте-Пинчо с 4 июня 1635.